# Things of Beauty
 (mai 2023).
Si vous disposez d'ouvrages ou d'articles de référence ou si vous connaissez des sites web de qualité traitant du thème abordé ici, merci de compléter l'article en donnant les références utiles à sa vérifiabilité et en les liant à la section « Notes et références ».
Albums de Loituma
Loituma In the Moonlight
Things of Beauty est un album de Loituma, sorti en 1998.
Things of Beauty est la version américaine du titre. En Finlande, cet album portait le nom du groupe.

## Liste des titres
1. Eriskummainen kantale / My kantale – 3:42
2. Kultaansa ikävöivä / There is my lover – 4:24
3. Viimesen Kerran / The very last time – 3:10
4. Minuet and polska – 7:45
5. Kun Mun Kultani Tulisi / Missing him – 5:10
6. Valamon Kirkonkellot / Valamo cloister bells – 5:34
7. Ai, Ai Taas Sattuu / Oh, oh, it hurts again – 3:43
8. Suo / Marshland – 6:49
9. Kolme Kuanista / Three things of beauty – 4:18
10. Ievan Polkka / Ieva's polka – 2:44